# 速赤格勒
速赤格勒（?—?），《黄金史》作速赤格勒母亲，《蒙古秘史》没有说出她的名字，《蒙古源流·太祖纪》作塔合失·合敦，《黄金史纲》作满合剌，拉锡朋苏格书作蔑格列·合敦。蒙古首领也速该的别妻，别克帖儿、别勒古台的生母。
也速该死后，别克帖儿和也速该正妻诃额仑所生的儿子铁木真、合撒儿不和，铁木真将别克帖儿杀死。在诃额仑的教育下，铁木真表示要像同母弟弟一样善待别勒古台。1180年左右，速赤格勒和铁木真的妻子孛儿帖被蔑儿乞人俘虏，孛儿帖被分给赤勒格儿·孛阔为妻，速赤格勒被分给合阿台·答儿麻剌为妻。后来铁木真借兵，打败蔑儿乞人。速赤格勒自觉无颜面对儿子别勒古台，于是逃入森林，不知所终。